# BLOCH
演劇専用小劇場 BLOCH（ブロック）は　北海道札幌市中央区にある演劇専用小劇場で、民営劇場である。本項では、前身の札幌本多小劇場及びルネッサンス・マリア・テアトロについても詳述する。

## 概要
札幌出身で本多劇場グループ代表の本多一夫により、札幌市中央区南2条西8丁目のマリアェアンドレアビル6階に「札幌本多小劇場」（250席）として1986年に開業。東京の芝居を招聘し、プロデュース公演を企画し、養成機関として「ホンダスタジオ」を創設するなど、北海道の演劇界に大きな影響を及ぼした。だが、経営的には失敗。
1993年にオーナーが変わり「ルネッサンス・マリア・テアトロ」と改称される。森崎博之・安田顕・戸次重幸・大泉洋・音尾琢真による演劇ユニットTEAM NACSや、劇団イナダ組、鈴井貴之主宰の劇団OOPARTSなどの舞台公演や奥田民生らのライヴに使用された。ビルのオーナーが変わったことで、2000年に閉鎖を余儀なくされる。
2001年5月10日に、「ルネッサンス・マリア・テアトロ」のマネジャーだった和田研により、札幌市中央区北3条東5丁目5の岩佐ビル1Fに「BLOCH」（99席）として立ち上げる。東京下北沢の本多劇場と提携をしている。

## アクセス
- 札幌市営地下鉄東西線バスセンター前駅8番出口 徒歩10分[1]
- 北海道旅客鉄道函館本線札幌駅南口 徒歩15分[1]